# Deichverband II. Meile Alten Landes

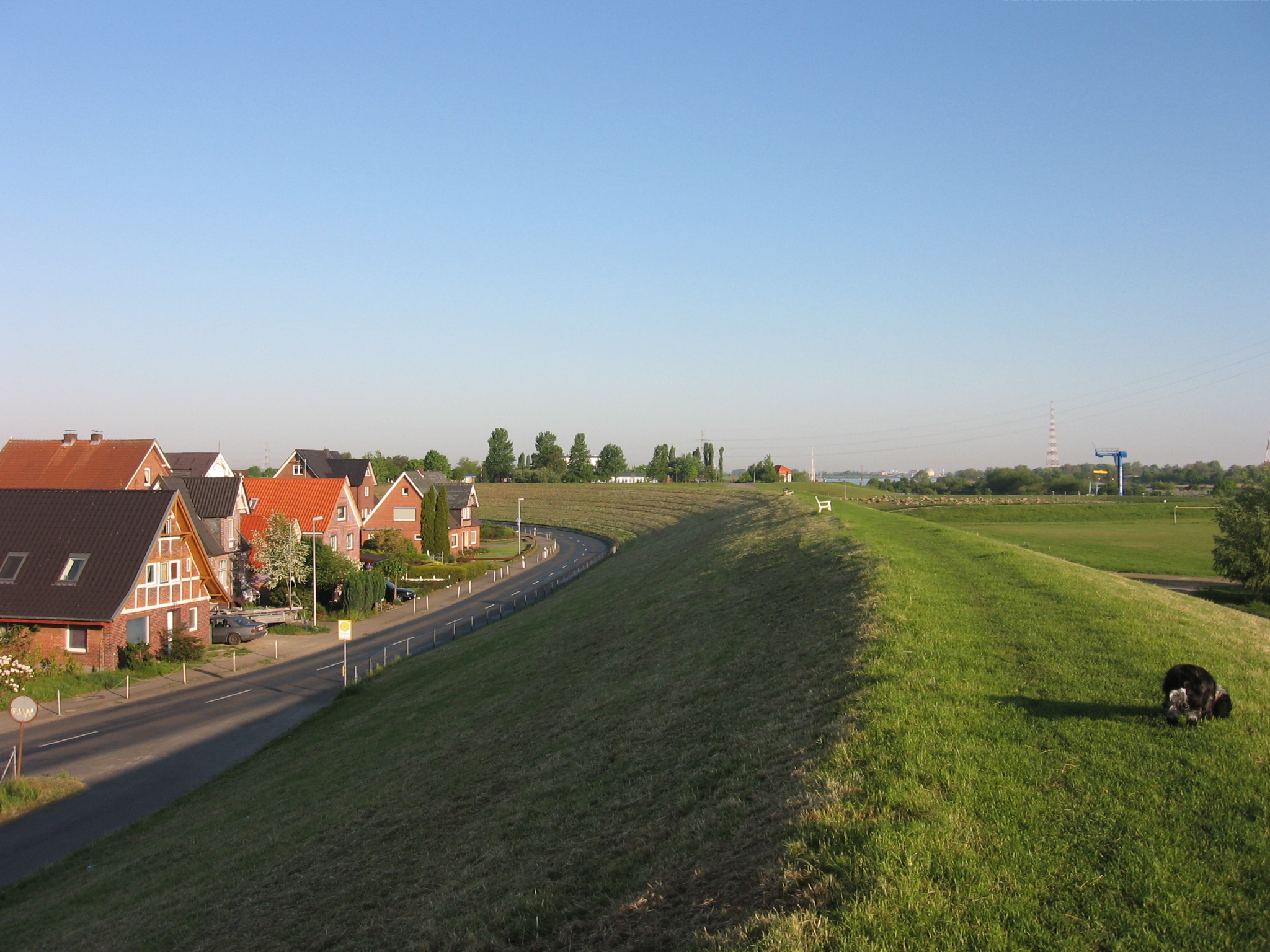
Elbdeich in Grünendeich.

Der Deichverband der II. Meile Alten Landes  ist ein Deichverband mit Sitz in Jork.

## Verbandsgebiet
Der Deichverband ist für ein circa 12.000 Hektar großes Gebiet im Osten des Landkreises Stade und ganz im Norden des Landkreises Harburg zuständig, welches alle im Schutz der Deiche der Elbe, Lühe und Este gelegenen Grundstücke bis zu einer Höhe von NN +7,00 m inklusive der innerhalb dieses Gebietes liegenden höheren Bodenerhebungen umfasst.
Die Deichlänge im Verbandsgebiet beträgt 48,8 Kilometer. Davon entfallen 12,1 Kilometer auf den Hauptdeich der Elbe, welcher vom Generalplankilometer 571,8 am Lühesperrwerk bis zum Generalplankilometer 583,9 an der Landesgrenze zu Hamburg verläuft.
Entlang der Lühe und der Este ist der Verband für den rechten Lühe- bzw. Auedeich von Horneburg bis zum Lühesperrwerk und den linken und rechten Estedeich von der Flethschleuse in Buxtehude bis zur Landesgrenze zu Hamburg zuständig.
Das Verbandsgebiet des Deichverbandes II. Meile Alten Landes grenzt im Nordwesten an das Verbandsgebiet des Deichverbandes der I. Meile Altenlandes.

## Aufgaben
Der Deichverband hat die Aufgabe, Grundstücke im Verbandsgebiet vor Sturmfluten und Hochwasser zu schützen. Dazu unterhält er die im Verbandsgebiet liegenden Haupt- und Schutzdeiche.

## Verbandsstruktur
Der Verband wird von einem als Meilversammlung bezeichneten Ausschuss vertreten, der von den Verbandsmitgliedern gewählt wird. Die Meilversammlung besteht aus 15 Mitgliedern, die als Deichgeschworene bezeichnet werden. Dazu kommen zehn Stellvertreter. Die Meilversammlung wählt den als „Oberdeichamt“ bezeichneten Vorstand, welcher mit neun Vorstandsmitgliedern, Deichrichter genannt, besetzt ist. Für jeden Deichrichter wird ein Stellvertreter gewählt.
Mitglieder des Verbandes sind alle Grundeigentümer und Erbbauberechtigten der im Verbandsgebiet gelegenen Grundstücke.